# Edwin R. Thiele
Edwin Richard Thiele (* 10. September 1895 in Chicago; † 15. April 1986 in Angwin, Napa County, Kalifornien) war ein US-amerikanischer Theologe, Archäologe, Redakteur und Autor deutscher Abstammung, der als Missionar in China tätig war. Bekannt ist er vor allem für seine chronologischen Untersuchungen zur Königszeit in Israel.

## Leben
Thiele wuchs in seinem Geburtsort Chicago auf und besuchte das adventistische Emmanuel Missionary College in Berrien Springs (Michigan), das 1960 in Andrews University umbenannt wurde. Dort erhielt er 1918 den Bachelorgrad in alten Sprachen. Nach zwei Jahren als Sekretär für Missionsbelange der East Michigan Conference der Siebenten-Tags-Adventisten wirkte er ab 1920 für 12 Jahre als Missionar in China. In dieser Zeit war er auch als Herausgeber und Manager für Signs of the Times in Shanghai tätig.
Nach seiner Rückkehr in die Vereinigten Staaten studierte er an der University of Chicago Archäologie und schloss dieses Studium 1937 mit dem Mastergrad ab. Während seiner Promotion in biblischer Archäologie, die er 1943 abschloss, arbeitete er an der theologischen Fakultät des  Emmanuel Missionary College. Seine Dissertation, die später unter dem Titel The Mysterious Numbers of the Hebrew Kings erschien, gilt als bahnbrechende Arbeit auf dem Gebiet der Chronologie der israelitischen Könige. Während dieser Forschungstätigkeit besuchte er mehrmals den Nahen Osten.
Außerdem verfasste Thiele ein populärwissenschaftliches Buch über das Christentum mit dem Titel Knowing God. Nach seinem Tod wurde die von ihm begonnene Studie zum Buch Ijob von seiner Frau Margaret vollendet und unter dem Titel Job and the Devil herausgegeben. Darin vertritt Thiele die These, dass Leviathan und Behemot in Verbindung zu altorientalischen Mythen über Chaos und das Böse stehen. Daher schlägt er vor, dass Ijob das Ringen Gottes mit dem Bösen darstellt, welches hinter Ijobs Zweifel steht.
Von 1963 bis 1965 wirkte er als Professor für Alte Geschichte an der Andrews University. Nach dem Eintritt in den Ruhestand 1965 zog er nach Kalifornien, wo er seine schriftstellerische Tätigkeit fortsetzte und 1986 starb. Er wurde auf dem Rose Hill Cemetery in Berrien Springs bestattet.

## Biblische Chronologie
Die in The Mysterious Numbers of the Hebrew Kings vorgeschlagene Chronologie basiert vor allem auf einer Reihe königlicher Briefe und Querverbindungen zwischen den Königsbüchern und den Büchern der Chronik, in welchen die Akzession aller Könige des Nordreiches in Bezug auf das Regierungsjahr des jeweiligen Königs des Südreiches datiert wird und umgekehrt. Da diese Querbezüge scheinbar nicht immer passten, konnte ein König, für welchen eines Regierungszeit von 20 Jahren angesetzt wurde, auch 19 oder 21 Jahre regiert haben.
Thiele stellte fest, dass die Querverbindungen während der langen Regierungszeit von König Asa einen sich kumulierenden Fehler von einem Jahr für jeden folgenden König des Nordreiches hatten. Er konnte demonstrieren, dass dies die Folge zweier verschiedener Berechnungsmethoden für Regierungsjahre ist: Die Akzessionsjahrmethode und die Nicht-Akzessionsjahrmethode.
Verglichen mit unserem heutigen Kalender, würde sich nur dann kein Problem ergeben, wenn der alte König am 31. Dezember verstarb und der neue König den Thron am 1. Januar bestieg. Wenn ein König jedoch vor dem letzten Tag eines Jahres verstarb, ergab sich eine Lücke von X Tagen bis zum Jahresende. Die Akzessionsjahrmethode begann die Zählung der Regierungsjahre dann mit dem ersten Tag des Folgejahres und bezeichnete die Tage bis zum Jahresbeginn als Akzessionsjahr. Die Nicht-Akzessionsjahrmethode begann die Zählung der Regierungsjahre direkt mit Regierungsantritt des neuen Königs und setzte die Zählung dann zum Jahreswechsel regulär fort.
Zudem gelang es Thiele zu zeigen, dass der Jahresbeginn im Nordreich im Frühjahr, im Südreich hingegen im Herbst gefeiert wurde. Diese Abweichungen in der Datierung des Jahresanfangs und in der Methode Regierungsjahre zu zählen waren verantwortlich für die Unstimmigkeiten in den Querverbindungen. Hinzu kam, dass das Südreich unter Atalja von der Akzessionsjahrmethode zur Nicht-Akzessionsjahrmethode überging, die zuvor nur im Nordreich verwendet wurde. Keine Beachtung schenkte er in seiner ersten Publikation den Ergebnisse des Belgiers Valerius Couckes, der wenige Jahre zuvor dieselben Ergebnisse erzielt hatte, ein Faktum, das er erst in der dritten Auflage seiner Mysterious Numbers würdigte.
Mit diesem Verständnis der Chronologie der Königszeit konnte Thiele zeigen, dass die angesetzten 14 Jahre zwischen Ahab und Jehu tatsächlich nur 12 Jahre waren. Da Ahab im Kurkh-Monolith, der die Schlacht von Qarqar (853 v. Chr.) zwischen Assyrern und der syro-levantinischen Bevölkerung dokumentiert, und Jehu im schwarzen Obelisken Salmanassars III., der einen 841 v. Chr. geleisteten Tribut bezeugt, erwähnt wird, konnten beide Könige präzise datiert werden: Ahab musste in Qarqar in seinem letzten Regierungsjahr gekämpft und Jehu den Tribut in seinem ersten Regierungsjahr gezahlt haben.
Dies ermöglichte Thiele, die chronologischen Daten der biblischen Bücher der Könige und der Chronik, mit Ausnahme des Synchronismus zwischen Hosea und Hiskija am Ende des Königreichs Israel, für welchen er schloss, dass den Schreibern hier ein Fehler unterlaufen war, ausgleichen. Für diesen Synchronismus wurde später eine Koregentschaft Hiskijas mit seinem Vater Ahas als mögliche Erklärung angesetzt.

### Chronologie der israelitischen Könige nach Thiele
| ISRAEL       | ISRAEL                        | ISRAEL         | ISRAEL | JUDA           | JUDA            | JUDA                                  | JUDA                                   | JUDA           | JUDA           | JUDA  | JUDA                              | JUDA                                              | JUDA           |
| König        | Überlappende Regierungszeiten | Regierungszeit | Dauer  | König          | Name des Vaters | Alter bei der Einweisung als Koregent | Alter am Anfang der einzigen Regierung | Koregentschaft | Regierungszeit | Dauer | Alter beim Geburt des Nachfolgers | Alter bei der Beteiligung des Sohnes als Koregent | Alter beim Tod |
| ------------ | ----------------------------- | -------------- | ------ | -------------- | --------------- | ------------------------------------- | -------------------------------------- | -------------- | -------------- | ----- | --------------------------------- | ------------------------------------------------- | -------------- |
| Jerobeam I.  |                               | 931/0 - 910/9  | 22     | Rehabeam       | Salomo          |                                       | 41                                     |                | 931/0 - 913    | 17    |                                   |                                                   | 59             |
| Jerobeam I.  | Abija                         | 931/0 - 910/9  | 22     | Rehabeam       |                 |                                       |                                        | 913 - 911/0    | 3              |       |                                   |                                                   |                |
| Nadab        |                               | 910/9 - 909/8  | 2      | Asa            | Abija           |                                       |                                        |                | 911/0 - 870/9  | 41    |                                   |                                                   |                |
| Bascha       |                               | 909/8 - 886/5  | 24     | Asa            | Abija           |                                       |                                        |                | 911/0 - 870/9  | 41    |                                   |                                                   |                |
| Ela          |                               | 886/5 - 885/4  | 2      | Asa            | Abija           |                                       |                                        |                | 911/0 - 870/9  | 41    |                                   |                                                   |                |
| Simri        |                               | 885/4          | 0,02   | Asa            | Abija           |                                       |                                        |                | 911/0 - 870/9  | 41    |                                   |                                                   |                |
| Tibni        |                               | 885/4 - 880    |        | Asa            | Abija           |                                       |                                        |                | 911/0 - 870/9  | 41    |                                   |                                                   |                |
| Omri         | 885/4 - 880                   | 880 - 874/3    | 12     | Asa            | Abija           |                                       |                                        |                | 911/0 - 870/9  | 41    |                                   |                                                   |                |
| Ahab         |                               | 874/3 - 853    | 22     | Joschafat      | Asa             | 35                                    | 38                                     | 872/1 - 870/9  | 870/9 - 848    | 25    | 23                                | 54                                                | 59             |
| Ahasja       |                               | 853 - 852      | 2      | Joram          | Joschafat       | 32                                    | 37                                     | 853 - 848      | 848 - 841      | 8     | 23                                |                                                   | 44             |
| Joram        |                               | 852 - 841      | 12     | Ahasja         | Joram           |                                       | 22 (42)                                |                | 841            | 1     | 22                                |                                                   | 22             |
| Jehu         |                               | 841 - 814/3    | 28     | Atalja         | Ahab            |                                       |                                        |                | 841 - 835      |       |                                   |                                                   |                |
| Joahas       |                               | 814/3 - 798    | 17     | Joasch         | Ahasja          |                                       | 7                                      |                | 835 - 796      | 40    | 22                                |                                                   | 46             |
| Joasch       |                               | 798 - 782/1    | 16     | Amazja         | Joas            |                                       | 25                                     |                | 796 - 767      | 29    | 15                                | 30                                                | 54             |
| Jerobeam II. | 793/2 - 782/1                 | 782/1 - 753    | 41     | Asarja (Usija) | Amazja          | 16                                    | 39                                     | 792/1 - 767    | 767 - 740/9    | 52    | 33                                | 57                                                | 68             |
| Secharja     |                               | 753 - 752      | 0,5    | Asarja (Usija) | Amazja          | 16                                    | 39                                     | 792/1 - 767    | 767 - 740/9    | 52    | 33                                | 57                                                | 68             |
| Schallum     |                               | 752            | 0,08   | Asarja (Usija) | Amazja          | 16                                    | 39                                     | 792/1 - 767    | 767 - 740/9    | 52    | 33                                | 57                                                | 68             |
| Menahem      |                               | 752 - 742/1    | 10     | Jotam          | Asarja          | 25                                    | 36                                     | 750 - 740/9    | 740/9 - 732/1  | 16    | 21                                |                                                   | 44             |
| Pekachja     |                               | 742/1 - 740/9  | 2      | Jotam          | Asarja          | 25                                    | 36                                     | 750 - 740/9    | 740/9 - 732/1  | 16    | 21                                |                                                   | 44             |
| Pekach       | 752 - 740/9                   | 740/9 - 732/1  | 20     | Ahas           | Jotam           |                                       | 20                                     | 735 - 732/1    | 732/1 - 716/5  | 16    | 16                                |                                                   | 40             |
| Hoschea      |                               | 732/1 - 723/2  | 9      | Ahas           | Jotam           |                                       | 20                                     | 735 - 732/1    | 732/1 - 716/5  | 16    | 16                                |                                                   | 40             |
|              |                               |                |        | Hiskija        | Ahas            |                                       | 25                                     |                | 716/5 - 687/6  | 29    | 33                                | 44                                                | 54             |
| Manasse      | Hiskija                       | 12             | 22     | 697/6 - 687/6  | 687/6 - 643/2   | 55                                    | 45                                     |                | 66             |       |                                   |                                                   |                |
| Amon         | Manasse                       |                | 22     |                | 643/2 - 641/0   | 2                                     | 17                                     |                | 24             |       |                                   |                                                   |                |
| Joschija     | Amon                          |                | 8      |                | 641/0 - 609     | 31                                    | 17 Joahas 16 Jojakim 31 Zedekia        |                | 39             |       |                                   |                                                   |                |
| Joahas       | Joschija                      |                | 23     |                | 609             | 0,25                                  |                                        |                |                |       |                                   |                                                   |                |
| Jojakim      | Joschija                      |                | 25     |                | 609 - 598       | 11                                    | 19                                     |                | 36             |       |                                   |                                                   |                |
| Jojachin     | Jojakim                       |                | 18 (8) |                | 598 - 597       | 0,25                                  |                                        |                |                |       |                                   |                                                   |                |
| Zedekia      | Joschija                      |                | 21     |                | 597 - 586       | 11                                    |                                        |                |                |       |                                   |                                                   |                |

## Rezeption
Thieles Rekonstruktion einer Chronologie wurde nicht von allen Wissenschaftlern angenommen, es gibt jedoch ebenso wenig einen Gegenentwurf, der auf einen breiten Konsens gestoßen wäre. Insgesamt hat Thieles Arbeit und die seiner Schüler die breiteste Akzeptanz gewonnen, so dass der Altorientalist Donald Wiseman schrieb: “The chronology most widely accepted today is one based on the meticulous study by Thiele” und vor kürzerer Zeit Leslie McFall “Thiele’s chronology is fast becoming the consensus view among Old Testament scholars, if it has not already reached that point.”
Auch wenn an vielen spezifischen Punkten seiner Chronologie Kritik geübt wurde, wurde seine Arbeit trotzdem auch von denen gelobt, die seiner letztendlichen Schlussfolgerung nicht zustimmten. Dennoch haben auch Gelehrte, die Thieles religiöse Überzeugung teilen, eingestanden, dass seine Argumentation Schwachpunkte wie unbegründete Vorannahmen und Zirkelschlüsse aufweist: “In his desire to resolve the discrepancies between the data in the Book of Kings, Thiele was forced to make improbable suppositions […] There is no basis for Thiele's statement that his conjectures are correct because he succeeded in reconciling most of the data in the Book of Kings, since his assumptions […] are derived from the chronological data themselves […]”
Insbesondere die zahlreichen außerbiblischen Synchronismen, die er in seine Chronologie mit einbezog, entsprechen nicht immer den jüngsten Ergebnissen altorientalistischer Forschung. So nahm er häufig undokumentierte Ereignisse an, um biblische Daten zu bestätigen.
Als Reaktion auf das Zirkelschluss-Argument verwies Kenneth Strand auf mehrere archäologische Funde, die nach der Entstehung von Thieles Chronologie publiziert wurden und die seine Chronologie und Vorannahmen gegenüber anderen chronologischen Systemen wie von William F. Albright bestätigten, die vor Thieles Arbeit postuliert wurden. Innerhalb der wissenschaftlichen Methodik gilt die Fähigkeit, neue Resultate, die zum Entstehungszeitpunkt der Theorie noch nicht bekannt waren, vorherzusagen als deutliche Stütze für die vorläufige Annahme einer solchen Theorie.
Trotz der Kritik bleibt Thieles methodisches Vorgehen bis heute typischer Ausgangspunkt wissenschaftlicher Untersuchungen im Fach. Seine Arbeit wird als Etablierung des exakten Teilungsdatums (931 v. Chr.) für das israelitische Königreich betrachtet.

## Veröffentlichungen (Auswahl)
- The Chronology of the Kings of Judah and Israel. In: Journal of Near Eastern Studies. 3, 1944, S. 137–186.
- The Mysterious Numbers of the Hebrew Kings. Chicago University Press, Chicago 1951; 2. Impression 1955; Revised Edition: Eerdmans, Grand Rapids 1965; Kregel, Grand Rapids 1983, ISBN 0-8254-3825-X.
- A Chronology of the Hebrew Kings. Zondervan, Grand Rapids 1977, ISBN 0-310-36001-3.
- mit Margaret Thiele: Job and the Devil. Pacific Press Pub. Association, Boise 1988, ISBN 0-8163-0747-4.

## Belege
1. ↑  Edwin R. Thiele: The Mysterious Numbers of the Hebrew Kings. 1. Auflage. Chicago University Press, Chicago 1951.
2. ↑  Thieles Chronologie ist unter anderem Grundlage für die Chronologie der israelitischen Monarchen in Cambridge Ancient History. Mit leichten Modifikationen wurde sie auch von Jack Finegan für sein Handbook of Biblical Chronology verwendet.
3. ↑  Edwin R. Thiele: Knowing God. Southern Publishing Association, 1979.
4. ↑  so etwa Siegfried Horn: The Chronology of King Hezekiah’s Reign. 1964, S. 48–49 oder T. C. Mitchell, Kenneth Kitchen: New Bible Dictionary. 1962, S. 217.
5. ↑  Donald Wiseman: 1 and 2 King. In: Tyndale Old Testament Commentaries. Intervarsity, Leicester 1993, S. 27.
6. ↑  Leslie McFall: The Chronology of Saul and David. In: Journal of the Evangelical Theological Society. Band 53, 2010, S. 215.
7. ↑  Gershon Galil: The Chronology of the Kings of Israel and Judah. Brill, Leiden 1996, S. 4 (englisch, eingeschränkte Vorschau in der Google-Buchsuche).

| Personendaten    | Personendaten                              |
| ---------------- | ------------------------------------------ |
| NAME             | Thiele, Edwin R.                           |
| ALTERNATIVNAMEN  | Thiele, Edwin Richard (vollständiger Name) |
| KURZBESCHREIBUNG | US-amerikanischer Theologe                 |
| GEBURTSDATUM     | 10. September 1895                         |
| GEBURTSORT       | Chicago                                    |
| STERBEDATUM      | 15. April 1986                             |
| STERBEORT        | Angwin, Napa County, Kalifornien           |